# 4199 Andreev
4199 Andreev (1983 RX2) là một tiểu hành tinh vành đai chính được phát hiện ngày 1 tháng 9 năm 1983 bởi Henri Debehogne ở La Silla.